# K/DA
K/DA是虛擬女子组合，成员来自电子游戏《英雄联盟》中的四大角色：阿狸、阿卡丽、伊芙琳、卡莎。其中伊芙琳和卡莎分别由美国歌手麦迪逊·比尔和杰拉·伯恩斯配音，阿狸和阿卡丽由韩国女子组合i-dle (改名前為 (G)I-DLE）成员曺薇娟及田小娟配音。该组合由《英雄联盟》运营公司Riot Games负责开发，于英雄联盟2018赛季全球总决赛开幕式表演中首次亮相，以增强现实形式献上现场表演，献上她们第一支单曲〈Pop/Stars〉。
Riot Games一直希望在未来打造更多的音乐内容，K/DA应运而生，其中的角色根据韩流文化中的原型挑选。K/DA的组建目的是推广英雄联盟全球总决赛，同时刺激游戏中K/DA角色皮肤的销售。但是，K/DA出道后受到《英雄联盟》粉丝圈内外的广泛欢迎，其中尤以四位角色在总决赛中的表现及音乐画面对游戏界的影响最为让人称奇。
2020年8月27日，K/DA推出單曲〈The Baddest〉。2020年10月28日，K/DA推出單曲〈More〉，預計和〈The Baddest〉及其他三首歌一同包含在迷你專輯《All Out》中。

## 出场
2018年11月3日，K/DA在韩国仁川举行的英雄联盟2018赛季全球总决赛开幕式上首次亮相，表演他们的出道单曲〈Pop/Stars〉。这是一首英韩双语歌曲，带有韩国流行音乐和美国流行音乐的影响，其中英文部分由比尔和伯恩斯演唱，韩文部分由曺薇娟和田小娟演唱。当天，比尔、伯恩斯、薇娟和小娟献上了〈Pop/Stars〉的舞台表演，他们各自所配音的角色则以擴增實境的形式在旁伴舞。据Riot创意总监维兰达·坦图拉（Viranda Tantula）介绍，选择这种呈现模式的原因是“他们认为真实世界表演环境中真人和虚拟元素的平衡会给观众带来最逼真的体验”。借助擴增實境，角色们可以实现常人无法做到的表演，例如阿狸飞入舞台，而真人歌手则具有虚拟表演者无法实现的「某些原始的真人元素」。而此前英雄联盟2017赛季全球总决赛的开幕式也运用了擴增實境技术，将一条大型的龙带到舞台上。坦图拉表示尽管虚拟龙有出错的可能性，但跟真人表演者的配合天衣无缝。
坦图拉写道：「我们这么做，真的很希望这个典礼给玩家们带来一个超酷的『英雄联盟』时刻——虽然在现实生活中真实展现的冠军幻想，在这个人与他们所在垂直行业的其他人共存时才会出现（例如，一首流行歌需要跟其他流行歌进行对抗，一次表演需要跟其他表演进行比较，诸如此类）」。演出当天，歌曲的音乐录影带在YouTube公布。另外，坦图拉表示2018年的总决赛给Riot Games带来了探索韩国流行音乐的理想机会，是“全新的领域”。依照公司的规划，这个计划要最终达到他们的音乐内容在主流媒体占据地位。K/DA后来有了自己的Spotify艺人页面。
〈Pop/Stars〉作曲塞巴斯蒂安·纳詹德（Sebastien Najand）先是试验了全英文小样，之后再做出加了大量韩文的版本。纳詹德表示，最终“我们希望融合西方流行乐和韩国流行乐”，打破“基本上是韩文，只有一小撮英语”的局面。歌曲音乐录影带创意总监帕特里克·莫拉莱斯（Patrick Morales）表示，他希望K/DA“介于虚化和现实” ，影片中阿卡丽在地铁跳舞场景就是例子，这种设定在《英雄联盟》的虚拟世界中没有意义，但符合录影带的设定 。跟这个场景类似，影片的電腦成像与K/DA成员的卡通风格直观形象在更具现实感的背景前并排展现 。由于流行音乐流派变化多端，制作团队最初找不準适合这个组合的音乐类型。最终，他们弃用了可爱风日本偶像组合主题，采用了“融合街头文化和手工定制感”的现代前卫风 。
《英雄联盟》开放了阿狸、阿卡丽、伊芙琳和卡莎的K/DA乐队皮肤。游戏皮肤仅起装饰作用，售价约在10美元左右。游戏还提供“至臻”K/DA皮肤，其中卡莎的“至臻”皮肤用暗紫色主题取代了原版的亮白色间黑色主题。后来，阿卡丽也获得了一套有黑色间金色细节的至臻皮肤，取代原版的蓝色间亮粉色主题。至臻皮肤可在游戏中完成特别任务解锁。K/DA的风靡，让Riot确定将在2019年给《英雄联盟》引入更多的K/DA内容。

## 构思和创造
“K/DA”是《英雄聯盟》游戏术语，指玩家的击杀、死亡和助攻。最初，《英雄联盟》的开发者Riot Games希望他们的公司能够在未来成为一个成熟的音乐公司，K/DA乐队应运而生。坦图拉表示，尽管创办K/DA的提议最初在2017年的某个时候产生，但背后的概念“已经酝酿了大约五年”。Riot想要打造“《英雄联盟》版的街头霸王”，希望“Riot召集的音乐人们能够为这支由游戏角色组成的乐队带来音乐。”Riot音乐部门主管图阿·邓恩（Toa Dunn）在接受《综艺》时表示，K/DA是我们迄今为止参与度最高的计划。
坦图拉表示：“我们相信，《英雄联盟》、整个电子竞技界和音乐产业间有巨大的重叠”，因此他们斥巨资“组建一支由作曲、作词、制作等艺术家，以及营销、A&R和宣传等一般音乐厂牌具备的全方位服务部门组成的创意工作室，打造（他们）自己的音乐团体。”Riot之前曾冒险打造音乐表演，不过这些尝试是透过计算机成像实现的。其中一次是在2011年，由游戏角色约里克、莫德凯撒、娑娜、卡尔萨斯和奥拉夫组成的虚构重金属乐队“五杀”（Pentakill）首次亮相，之后他们在2014年6月21日发布专辑《惩与燃》（Smite and Ignite），该专辑在《公告牌》硬摇滚专辑榜单上的排位最高达到第10。
帕特里克·莫拉莱斯（《Pop/Star》音乐录影带创意总监）、珍妮尔·希门尼斯（Janelle Jimenez，K/DA皮肤首席设计师）和图阿·邓恩（Riot音乐集团主席）是K/DA的主要缔造者。舞蹈则由艾伦·金（Ellen Kim）、贝利·索克（Bailey Sok）、史蒂夫·多雷（Stevie Doré）和艾琳·哈曼（Eileen Harman）编排。4Minute是K/DA的灵感来源，他们的作品不像其他人那样“太过讨喜、花俏”，反而多了一点“犀利”。写完〈Pop/Stars〉，K/DA创作团队开始物色演唱歌曲并给角色配音的歌手。麦迪逊·比尔因和他们就其他计划展开了一年的讨论，首先受到关注，接着是杰拉·伯恩斯。之后，团队将目光转投韩国。据坦图拉回忆，他开始几次到访韩国，会见了韩国各大娱乐集团。由于Riot有许多(G)I-DLE的粉丝，加上他们喜欢这个组合“对待这首歌的态度，尤其是饒舌部分”，因此薇娟和小娟也加入了计划。

## 成员
K/DA由四名《英雄联盟》的游戏角色组成：
- 阿狸（曺薇娟配音），形象取自九尾妖狐，是颇受玩家欢迎的女法师英雄。在游戏中，她的能力主要是冲撞敌人，所具备的魅惑技能也可以吸引敌人向她走来[11]。在K/DA中，她和伊芙琳共同担任主唱[11]。薇娟表示，她接到角色后开始了解《英雄联盟》，还亲自玩过阿狸，以便更好的理解她的角色[7]。
- 阿卡丽（田小娟配音），刺客英雄，可以在黑暗中灵活移动，向对手投掷苦无[11]。在K/DA中，阿卡丽负责饒舌[11]。小娟表示，在为〈Pop/Stars〉作动态捕捉时，她试过像阿卡丽一样活动[7]。
- 伊芙琳（〈Pop Star〉由麦迪逊·比尔配音、〈The Baddest〉由碧·米勒配音），与阿卡丽一样是刺客英雄，传闻指她曾是魅魔[11]。在K/DA中，他和阿狸担任主唱[11]。
- 卡莎（〈Pop Star〉由杰拉·伯恩斯配音，〈The Baddest〉由Wolftyla配音），相对较新的角色，射手英雄。根据传说，卡莎受困于虚空空间已久，归来时成为一名杀手，可以快速移动，从裝設在肩膀上的加农炮中射出导弹[11]。在K/DA中，卡莎负责跳舞[11]。

- 音樂合作夥伴－萨勒芬妮（Jasmine Clarke配音、〈More〉由刘柏辛配音）。

获选的角色都是玩家认为游戏所有角色中最具流行巨星气质的。帕特里克·莫拉莱斯表示，阿狸是首个入选K/DA的角色，早在2013年他曾在《英雄联盟》音乐活动“流行巨星阿狸”中表演。随后，伊芙琳入选，她“美丽、魅力领袖型”角色阿狸不同，是组合中“狂野、有挑衅性的Diva”。而阿卡丽这个角色当时正在重新设计，莫拉莱斯需要她的“叛逆精神”，便把她拉进乐队。卡莎经皮肤设计师珍妮尔·希门尼斯的推荐加入乐队，在珍妮尔看来，卡莎是一位沉默寡言但坚韧的孤独者，她用舞台上的动作表达自己的想法。
制作团队希望获选的角色具备多样性，每位角色都有定义明确的原型，这样观众就能轻松辨别最喜欢的K/DA角色。希门尼斯表示，“流行组合有个模式，就是每位成员都有自己独特的个性和风格。我遵循这个模式，就像标准的日本动漫组合一样，要有一个负责领导的，要有一个害羞的，要有一个时髦的，诸如此类。”另外，他们还要确保获选的角色在游戏中的职业都不同。〈Pop/Stars〉就是考虑到这些原型职位而创作的，例如，歌曲设有饒舌部分，是考虑到阿卡丽可以担任饒舌，副歌前段就是专门给阿狸设计的。〈Pop/Stars〉也把确保每位成员在乐队中表现出他们的个性和角色作为目的。

## 文化影响

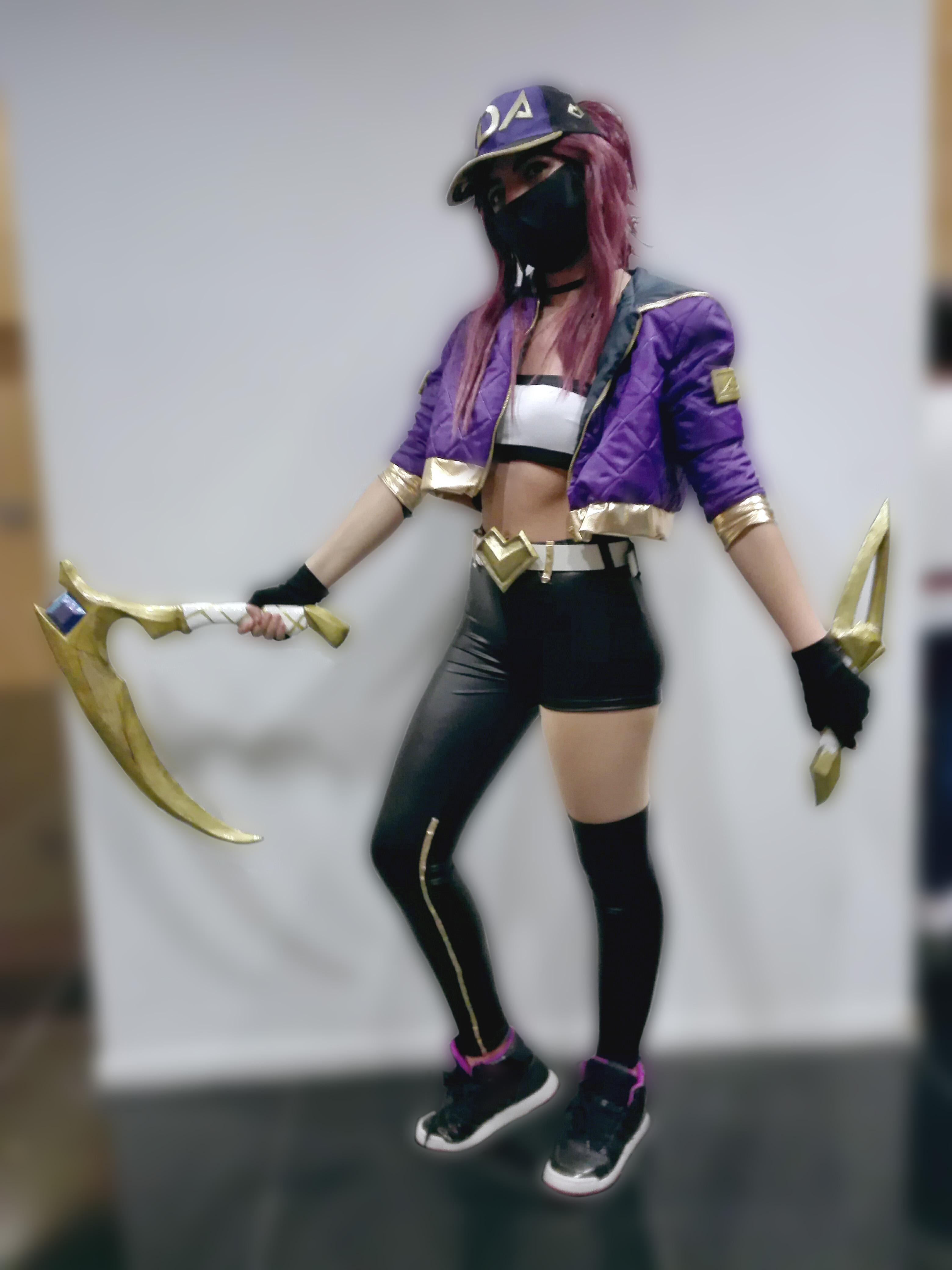
K/DA已经成了角色扮演界的流行角色（图中为阿卡丽）。

K/DA在《英雄联盟》社群内外都获得较大的反响。Dot Esports专栏作家亚伦·米库纳斯（Aaron Mickunas）指出，K/DA没用多长时间就彻底横扫了游戏玩家社群。组合成员已经横扫Reddit、Twitter、游戏论坛、游戏传说平台“宇宙”（Universe） 。2018年11月，〈Pop/Stars〉登顶《公告牌》全球数字歌曲销量榜榜首，成为取得该成绩的第四支韩国女性女子组合和第五位韩国女艺人，《公告牌》的杰夫·本杰明（Jeff Benjamin）表示：“所有迹象表明，电子竞技非常有可能塑造了未来金曲的形态。”据尼尔森音乐数据，歌曲上线首周卖出9000份，同时位列《公告牌》流行数字音乐销量榜第10位、数字音乐销量榜第30位；位列Apple Music韩国流行音乐榜第1位、流行音乐总榜第5位 。
〈Pop/Stars〉的音乐录影带上传到YouTube后，24小时内播放量突破500万，打破了此前由日韩女子组合IZ*ONE作品〈玫瑰人生〉创下的韩国流行音乐组合出道作品录影带24小时播放量纪录。之后歌曲视频的播放量进一步增加，48小时内突破1300万，登上网站的热门榜。2019年4月2日，录影带播放量突破2亿。NBC新闻的本杰明·普（Benjamin Pu）表示，歌曲的流行体现出电子游戏的文化力量影响了韩国乃至全世界。
K/DA的流行也催生了大量为该组合打造的粉丝绘图，其中在〈Pop/Stars〉音乐录影带中成对出现的阿卡丽和伊芙琳的数量较多，之中又以阿卡丽最受欢迎。四位角色的角色扮演也流行起来，美国《英雄联盟》电子竞技战队Cloud9就曾在2019年4月角色扮演过K/DA。《英雄联盟》职业玩家Sneaky曾扮演过K/DA的卡莎，他在Twitter贴出的图片两天内获得4500次转帖和23700次赞。《The Verge》的香侬·廖（Shannon Liao）表示，Riot Games已经吸引了比传统的《英雄联盟》粉丝群体还要多的观众，新老玩家受到〈Pop/Stars〉的吸引，纷纷加入游戏。帕特里克·莫拉莱斯表示同意，他指出K/DA的影响已经超出了《英雄联盟》粉丝：“我经常在YouTube和社交媒体看到评论（〈Pop/Stars〉音乐录影带）的留言说，他们一般不参与《英雄联盟》/韩流/游戏，但K/DA是个例外。”
《新闻周刊》的史蒂文·阿斯塔克（Steven Asarch）认为K/DA跟韩国女子组合BLACKPINK很相似。《Dazed》的卢卡斯·洛克耶（Lucas Lockyer）认为K/DA糅合了少女时代、混合甜心和初音未来，他表示，如果说这个组合正在引领虚拟偶像的未来，那么从本质上看，一些创意市场营销手段可能会成为这个有趣的流行文化新分支的最前沿......或许，随着增强现实技术的发展，角色们可以借助全息图模式进行巡演，不需要真人歌手站在他们身后。被问到全息演出会或增强现实技术会否实现，坦图拉表示“那会非常有趣。不过在此之前，我们实际上要确保有品質足够的音乐来支撑，身为游戏公司和电竞联盟，我们有充分理由去尝试。”虚拟现实游戏《节奏光剑》也将〈Pop/Stars〉加入曲库，供玩家免费下载。

## 音乐作品
迷你专辑
| 名称        | 详情                                                        | 榜单最高位 | 榜单最高位 | 榜单最高位 | 榜单最高位 |
| 名称        | 详情                                                        | 法         | 新         | 美         | 美全球     |
| ----------- | ----------------------------------------------------------- | ---------- | ---------- | ---------- | ---------- |
| 《All Out》 | - 发行日期：2020年11月6日 - 厂牌：拳头游戏 - 格式：数字下载 | 186        | 36         | 175        | 5          |

单曲
| 歌名                                                                  | 年份 | 最高排名 | 最高排名 | 最高排名 | 最高排名 | 最高排名 | 最高排名 | 最高排名 | 最高排名 | 最高排名 | 最高排名 | 销量          | 专辑        |
| 歌名                                                                  | 年份 | 加       | 中       | 法       | 韩       | 马       | 新       |          |          |          |          | 销量          | 专辑        |
| 歌名                                                                  | 年份 | 加       | 中       | 法       | 韩       | 马       | 新       | 英单     | 英专     | 美       | 美全球   | 销量          | 专辑        |
| --------------------------------------------------------------------- | ---- | -------- | -------- | -------- | -------- | -------- | -------- | -------- | -------- | -------- | -------- | ------------- | ----------- |
| "Pop/Stars" （w. (G)I-dle、麥狄森·碧兒和杰拉·伯恩斯)                  | 2018 | 30       | 19       | 86       | 39       | 16       | 6        | 75       | 17       | 30       | 1        | - 美国：9,000 | 非专辑单曲  |
| "The Baddest" （w. (G)I-DLE和Wolftyla feat. 碧·米勒）                 | 2020 | 30       | —        | —        | 178      | 16       | 6        | 74       | 18       | 28       | 1        | 不適用        | 《All Out》 |
| "More" (w. 麦迪逊·比尔和(G)I-DLE feat.刘柏辛、杰拉·伯恩斯和萨勒芬妮） | 2020 | 48       | 16       | —        | —        | 18       | 9        | —        | 23       | —        | 1        | 不適用        | 《All Out》 |

其他登榜歌曲
| 歌名                                                        | 年份 | 最高排名 | 最高排名 | 专辑        |
| 歌名                                                        | 年份 | 新       | 美全球   | 专辑        |
| ----------------------------------------------------------- | ---- | -------- | -------- | ----------- |
| "Villain" （w. 麥狄森·碧兒 feat. 金·彼特拉斯）              | 2020 | 21       | 5        | 《All Out》 |
| "Drum Go Dum" （w. Wolftyla和Bekuh Boom feat. 阿盧娜）      | 2020 | 25       | 6        | 《All Out》 |
| "I'll Show You" （w. TWICE和Bekuh Boom feat. Annika Wells） | 2020 | 38       | 10       | 《All Out》 |

## 奖项及提名
| 年份 | 大奖                     | 奖项             | 结果 |
| ---- | ------------------------ | ---------------- | ---- |
| 2019 | 第17届游戏音频网络工会奖 | 最佳原创歌曲     | 提名 |
| 2019 | 第11届短片大奖           | 最佳游戏短片     | 獲獎 |
| 2020 | QQ音乐扑通心动表彰大会   | 年度虚拟偶像     | 獲獎 |
| 2021 | 好莱坞媒体音乐奖         | 最佳游戏原创歌曲 | 待定 |